# جبل لبني
جبل لِبني (بالإنجليزية: Jebel Libni, Jabal Livni) هو جبل يقع في شمال سيناء يبلغ ارتفاعه 463 م. لعب موقع الجبل دورًا استراتيجيًا خلال فترة الحروب الإسرائيلية - المصرية، فقد كان يقع جنوب غرب الجبل مفترق طرق كان به موقعًا للجيش المصري ومطار جبل لبني (مطار السر) الذي يقع على بعد حوالي 14 كم شمال المفترق.